# Японска градина
Японските градини (на японски: 日本庭園) са вид градини, традиционни за Япония, които пресъздават миниатюрни идеализирани пейзажи, често по много абстрактен и стилизиран начин.
Съществуват различни стилове японски градини, като предназначените за чайна церемония роджи или създадените за дзен медитация каменни градини.

## История
Японските градини възникват през 7 век под влияние на китайските, като постепенно развиват собствена естетика, основана на японските материали и културни традиции.
В развитието на японската градина има няколко етапа:
- Период Нара (VI – VIII век.). Градинското изкуство просто е възприето от Китай, така че китайските тенденции все още са изключително силни. По това време столицата е в Нара – град, построен по подобие на китайския град Chanchan и на територията на Императорския дворец са направени първите градини – разбира се в съответствие с китайската традиция.

- Период Хейан (IX – XII в.). В този период се появява новата столица – Киото, с истинските японски особености. Станалите вече традиция градини придобиват нов вид – градини за чайна церемония.

- Период Kamakura и Muromachi (1185 – 1573). Слабостта на императорите и съперничеството между местните феодали води до две граждански войни (1156 и 1159 г.), които унищожават голяма част от Киото и неговите градини. Столицата се премества временно в Камакура, Канагава, а през 1336 г. обратно в Киото. Появява се първата дзен градина в Япония (построена е от китайски свещеник през 1251 г. в Камакура).[1]

- Периодът Momoyama (1568 – 1600) е най-къс (само 32 години) и до голяма степен е зает с войните между даймио, лидерите на японските феодални кланове. Новите центрове на власт и култура са укрепените замъци на даймио, около които се появяват градове и градини.[2]

- Период Едо (1615 – 1867). По време на този период, властта преминава в клана Токугава, от който са и всички шогуни. Те преместват столицата в град Едо (съвременно Токио). По това време Япония, с изключение на пристанището Нагасаки, е почти затворена за чужденци и японците не са допускани да пътуват до всяка страна, с изключение на Китай и Холандия. Императорът остава в Киото като лидер фигурант, с власт само над културните и религиозни въпроси. Шогуните не отделят големи средства за издръжка на императорите, но предоставят щедри субсидии за изграждане на градини.[3] В периода Едо се появява нов вид японска архитектура, наречена „Sukiya-zukuri“. Сградите са разположени така, че винаги градината да се наблюдава по диагонал, а не направо. Този стил се нарича с поетичното име Ganko, което означава буквално „ято на диви гъски в полет“.[4] Повечето от градините са били тип алея или каменни дзен градини, обикновено много по-големи в сравнение с предишните периоди.[5]

- Период Мейжи (1868 – 1912) – в този период се усеща влиянието от Запад – пренасят се и много нови растения. Много от най-старите частни градини са били изоставени и се рушат. През 1871 г. закон трансформира много градини от периодите Momoyama и Едо в обществени паркове, с цел да се съхранят.